# Synthesizer
| Synthesizer           |
| --------------------- |
| Ein Micromoog (1975)  |
| Klassifikation        |
| Elektrophon           |
| Tonumfang             |
| gesamter Hörbereich   |
| verwandte Instrumente |
| Software-Synthesizer  |

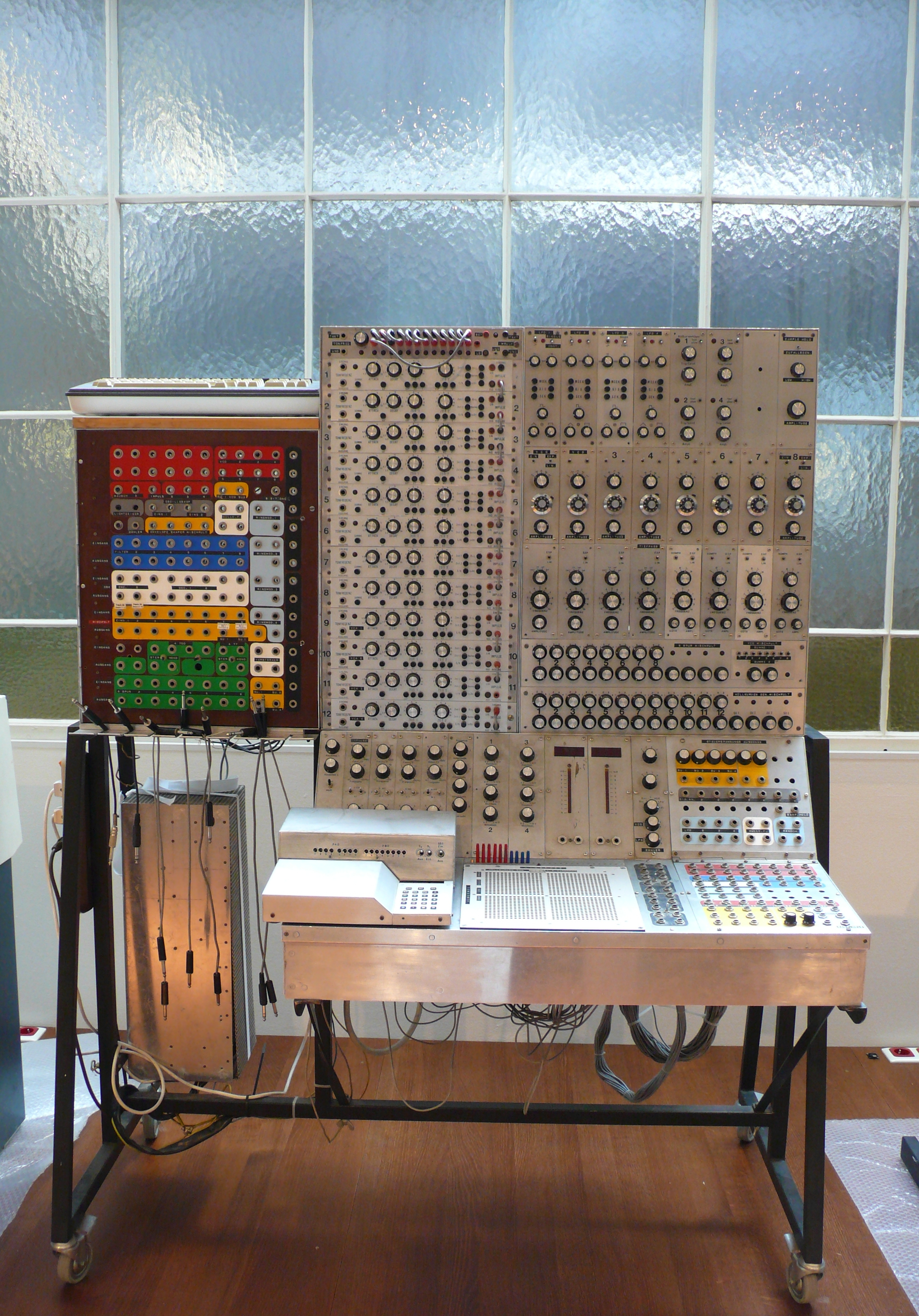
Synthesizer (1965), Technisches Museum Wien

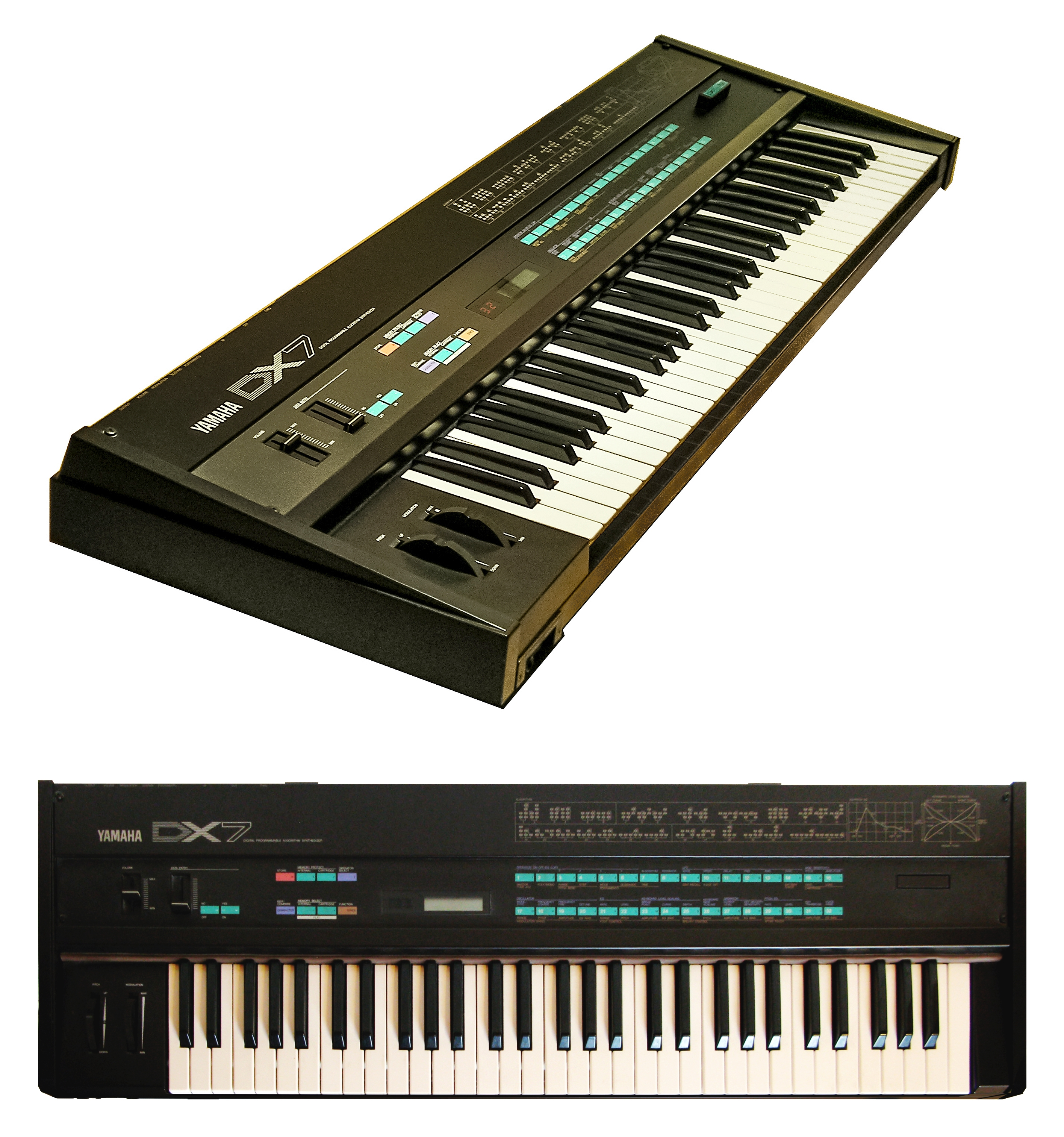
Der 1983 erschienene Yamaha DX7 prägte durch seine große Verbreitung den Sound der Popmusik der 1980er Jahre mit

Ein Synthesizer ([ˈzʏntəsa͜izɐ]; englische Aussprache [ˈsɪnθəsaɪzɚ]) ist seit dem Ende der 1960er Jahre ein zu den Elektrophonen gezähltes Musikinstrument, welches auf elektronischem Wege per Klangsynthese Töne erzeugt. Er ist eines der zentralen Werkzeuge in der Produktion elektronischer Musik. Man unterscheidet analoge und digitale Synthesizer. Ebenso wie in vielen Bereichen der Technik haben digitale Geräte die reine Analogtechnik teilweise verdrängt. Analoge Geräte werden jedoch wegen ihrer charakteristischen Eigenschaften immer noch eingesetzt. Viele ältere Geräte haben teilweise Kultstatus unter Musikern erreicht. Der charakteristische Klang bestimmter verbreiteter Geräte und die kreative Nutzung von deren Eigenarten hat vielfach die Entwicklung ganzer Musikrichtungen beeinflusst, etwa bei Acid House, Techno und Retrowave. Bei letzterem stellt der Synthesizer das zentrale Instrument dar.

## Elektrophone
Elektrische Orgeln basieren auf dem Prinzip der additiven Synthese, bei der mehrere Schwingungen zusammengemischt werden. In der Hammond-Orgel von 1935 wurden Sinusschwingungen über wellengetriebene Zahnräder erzeugt, welche in Tonabnehmern elektrische Schwingungen induzierten; für jede harmonische Schwingung gab es jeweils ein Rad. In späteren Geräten wurden die Schwingungen durch elektronische Schaltungen erzeugt. Die von elektronischen Orgeln erzeugten Klänge waren weit weniger modulierbar als die der heutigen Synthesizer, hatten aber den Vorteil, polyphon spielbar zu sein.
Das ebenfalls von der Firma Hammond entwickelte und zwischen 1939 und 1942 in 1069 Exemplaren gebaute Novachord kann als erster echter polyphoner Synthesizer mit Hüllkurvengenerator und Filtern gelten. Er funktionierte mit Röhren. Mangels kommerziellen Erfolges wurde die Produktion allerdings nach Ende des Zweiten Weltkrieges nicht wieder aufgenommen.
Hugh Le Caine, John Hanert, Raymond Scott, Percy Grainger (mit Burnett Cross) und andere bauten in den späten 1940er und 1950er Jahren verschiedene elektronische Musikinstrumente. Besonders erwähnenswert sind die Orchestermaschine sowie der Klangeffektgenerator Karloff von Raymond Scott.
1950 produzierte RCA experimentelle Geräte zum Erzeugen von Sprache und Musik. Im New Yorker Versuchslabor der Radio Corporation of America konstruierten die Ingenieure Harry Ferdinand Olson und Herbert Belar ein lochstreifengesteuertes Gerät, den RCA-Synthesizer Mark I. Hier wurden Töne durch Stimmgabeloszillatoren erzeugt; die sinusförmigen Schwingungen wurden elektromagnetisch abgenommen und in obertonreiche Sägezahnschwingungen umgewandelt. Vor allem der Komponist Milton Babbitt beschäftigte sich mit dieser Apparatur und war auch ein Berater für das Nachfolgemodell Mark II, welches im Columbia-Princeton Electronic Music Center gefertigt wurde. Dieser Mark II von 1958 konnte aber ein Musikstück erst nach vorheriger Programmierung mit einem Notenrollensystem wiedergeben und musste für das nächste neu programmiert werden. Gesteuert wurde er über Lochstreifen. 1958 entwickelte Daphne Oram beim BBC Radiophonic Workshop einen neuartigen Synthesizer, der die sogenannte „Oramics“-Technik verwendete. Gesteuert wurde der Synthesizer über 35-mm-Film. Er wurde einige Jahre bei der BBC verwendet.
Ab den 1960er Jahren war die Entwicklung der Elektronik soweit vorangeschritten, dass Klänge und Töne in Echtzeit erzeugt werden konnten, doch waren diese Geräte aufgrund ihrer Größe auf den Studiobetrieb beschränkt. Diese Geräte waren meistens modular aufgebaut, und die einzelnen Komponenten konnten manuell miteinander verkabelt werden. Viele dieser ersten Geräte waren experimentelle Einzelstücke. Donald Buchla, Hugh Le Caine, Raymond Scott und Paul Ketoff waren die Pioniere in den 1960er Jahren, wobei nur Buchla ein kommerzielles Gerät anbot.

## Analoge Synthesizer

### Monophon
Analoge Synthesizer der 1970er Jahre sind oft als Modularsystem aufgebaut. Die einzelnen Komponenten (Signalgeneratoren, Filter, Modulatoren) sind in einem Rack montiert und werden nach Bedarf durch Klinkensteckerkabel (oder über ein Steckfeld) miteinander verbunden.

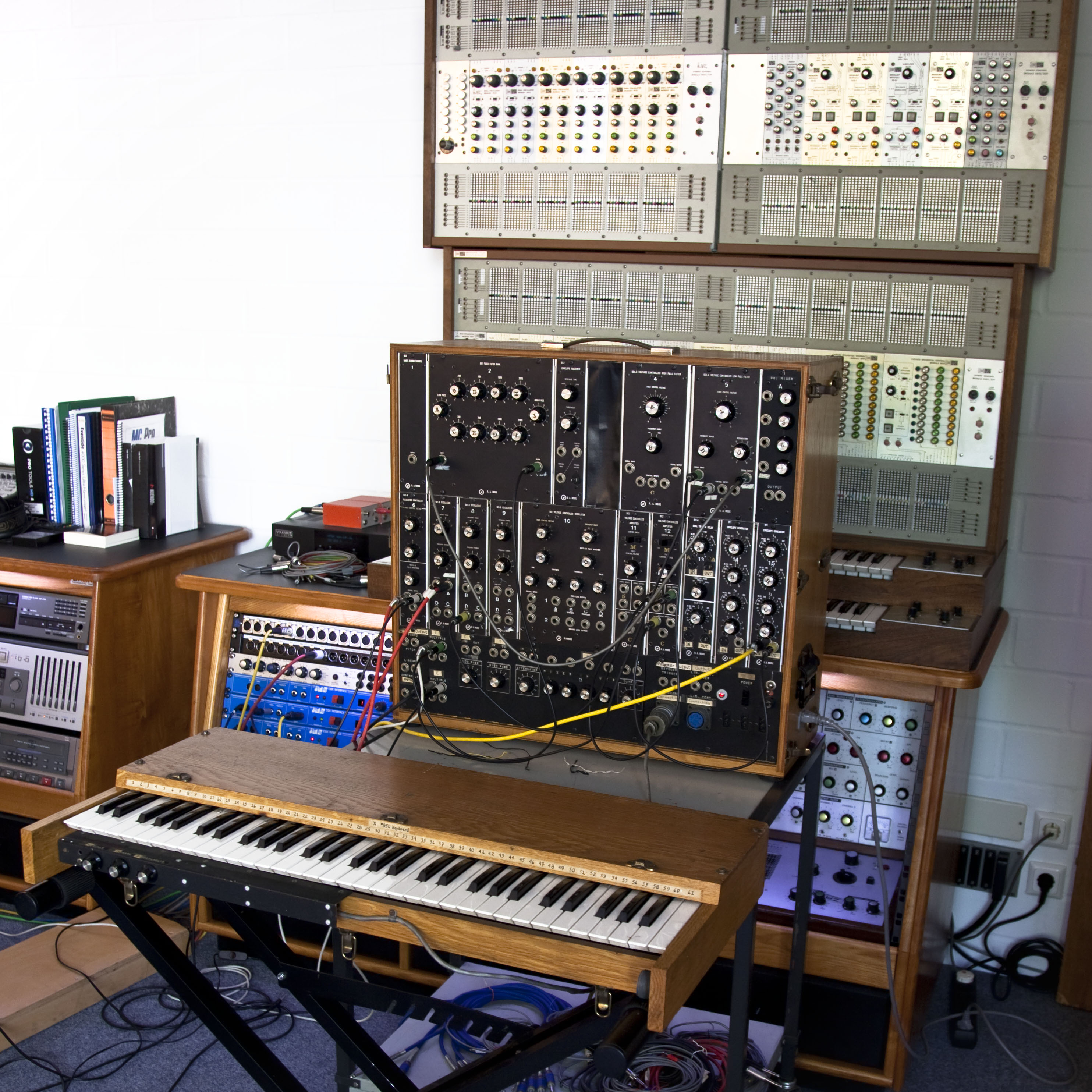
Analoge modulare Synthesizer von Moog und ARP (hinten)

Den ersten spiel- und konfigurierbaren Synthesizer präsentierte Robert Moog 1964 auf der „Audio Engineering Society convention“. Bereits während der Entwicklung konnte er die Musikerin Wendy Carlos für den modularen Synthesizer begeistern. Der neue Klang, wie auf dem „meistverkauften Album klassischer Musik“, Carlos’ Switched-On Bach von 1968, galt als sensationell.
Praktisch zeitgleich entwickelte Don Buchla seinen ersten Synthesizer.
In den späten 1960er Jahren erschien eine Vielzahl von Aufnahmen, die den neuen Moog-Synthesizer-Sound verwendeten. Zur Berühmtheit wurde das Stück Popcorn, das zum weltweiten Tophit wurde, welches im Wesentlichen mit dem Moog-Synthesizer erstellt wurde. Auch die Beatles verwendeten auf ihrem Album Abbey Road dezent einen Moog, um zum Beispiel dem Schluss-Refrain von Here Comes the Sun einen luftig „pfiffigen“ Klang zu verpassen.

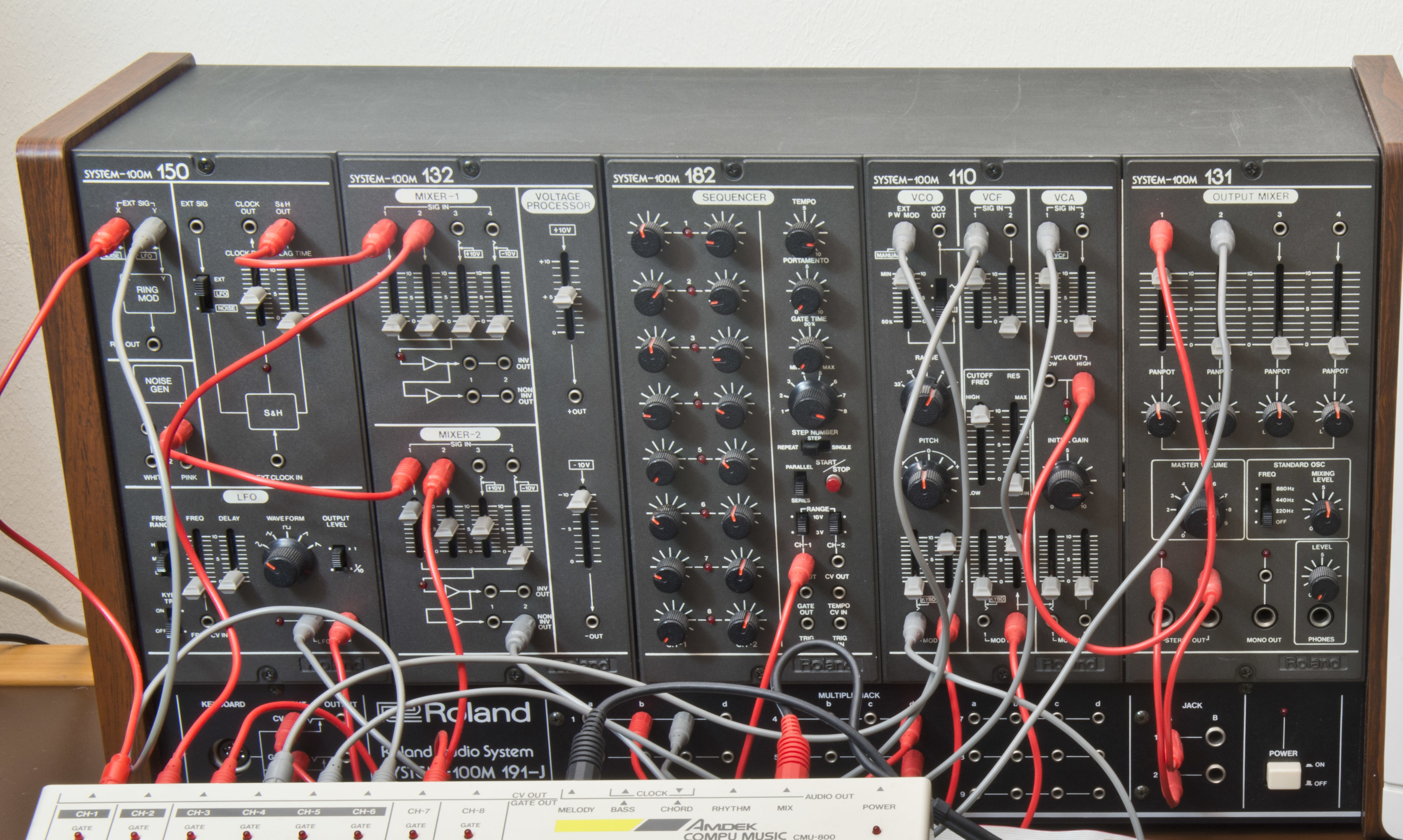
Der modulare Synthesizer Roland System-100M erschien Ende der 1970er. Die konfigurierbaren Module sind an den waag- und senkrechten Trennlinien auf der Frontseite zu erkennen und konnten durch Kabel veränderbar gekoppelt werden. Das Gerät enthielt zahlreiche der im Text beschriebenen Module bzw. konnte damit nachgerüstet werden.

Moog setzte zugleich auch die Standards, die das Verknüpfen verschiedener Synthesizer erlaubte, wie z. B. eine Schnittstelle zur externen Ansteuerung über eine logarithmische 1-Volt/Oktave-Tonhöhensteuerung. Die Ansteuerung der Synthesizer erfolgte normalerweise über eine normale Klaviatur oder über einen Sequenzer, bei dem man Tonhöhenfolgen zeitlich programmieren konnte und der über die genannte Schnittstelle den Synthesizer ansteuerte.

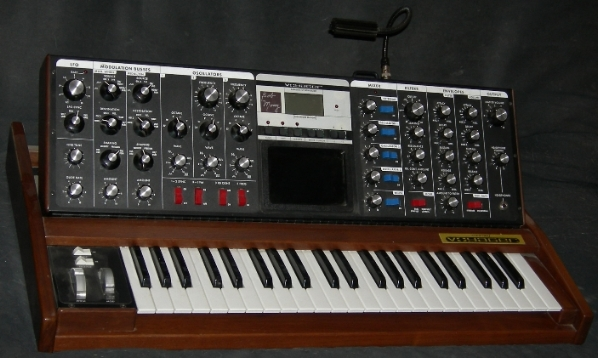
Analoger Mini-Moog Voyager

Da das Moog Modular System jedoch für den Bühnen- und Live-Einsatz zu groß und zu umständlich zu bedienen war, integrierte Moog die wichtigsten Komponenten seines Synthesizers in ein kompaktes Gehäuse, das den Namen Minimoog erhielt und 1970 auf den Markt kam. Der Minimoog wurde in den Folgejahren ein von vielen Musikern verwendetes und weit verbreitetes Musikinstrument. Im Laufe der 1970er Jahre kamen verschiedene weitere Unternehmen mit Synthesizern auf den Markt, u. a. ARP Instruments (von Alan Robert Pearlman), Oberheim (von Tom Oberheim), EMS Synthi 100 (von Peter Zinovieff) und Sequential Circuits. Alle Synthesizer hatten jedoch zwei entscheidende Nachteile: Zum einen waren sie nur monophon spielbar, und zum anderen waren sie nicht dauerhaft zu programmieren, man konnte also keine Einstellungen speichern.
Dennoch spezialisierten sich Gruppen und Musiker wie Pink Floyd, Human League, Emerson, Lake and Palmer, Kraftwerk, Jean Michel Jarre, Tangerine Dream, Ed Starink, Klaus Schulze, Larry Fast oder Vangelis auf Synthesizer. Die Rockband The Who bediente sich in ihrem Song Won’t Get Fooled Again (1971) eines von einem Sequenzer gesteuerten Synthesizers.

### Polyphon

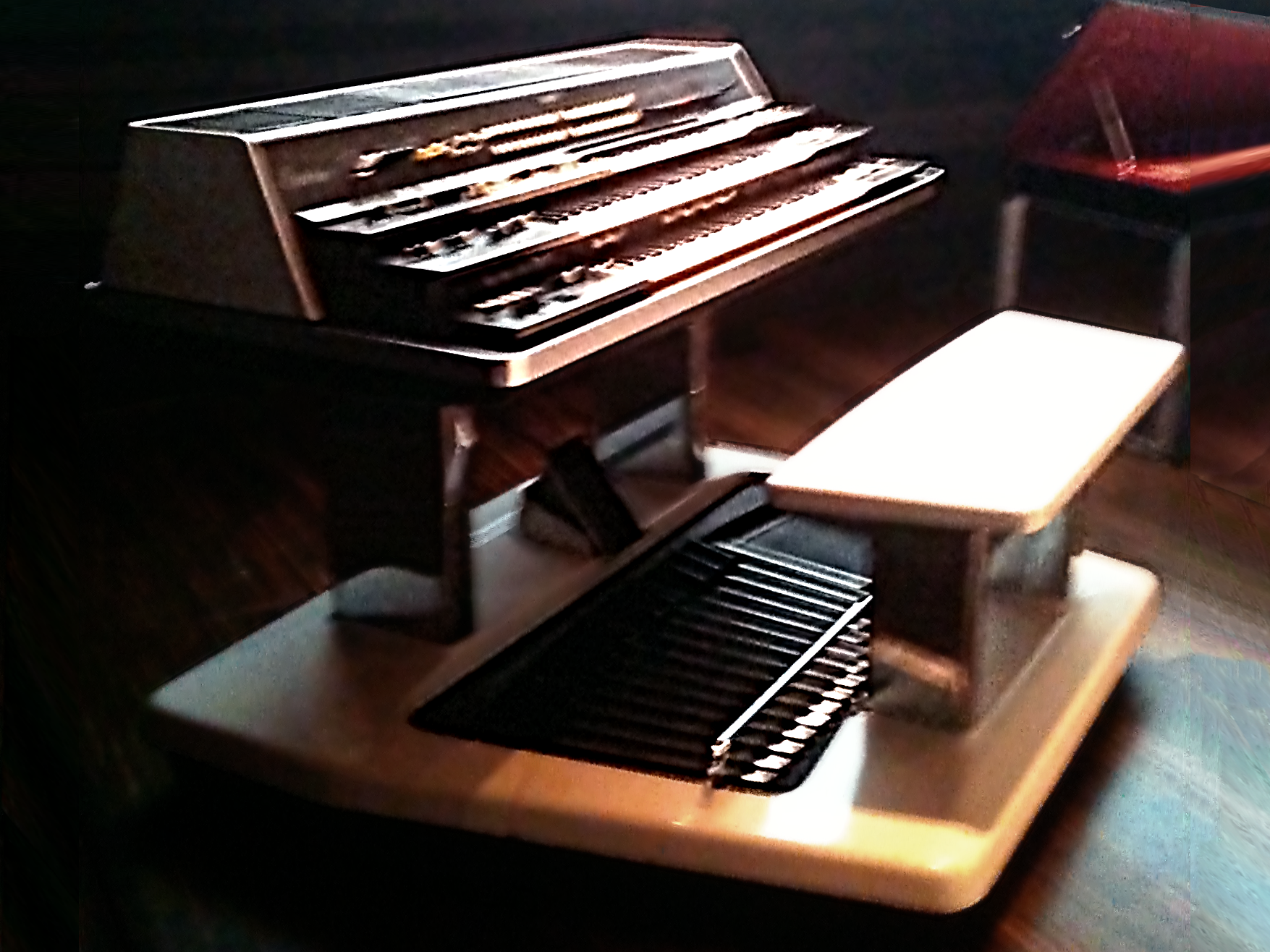
Yamaha GX-1 (1973)

Die meisten frühen Synthesizer waren monophon. Nur wenige waren in der Lage, zwei Töne zur gleichen Zeit zu erzeugen, wie der Moog Sonic Six, der ARP Odyssey und der EML 101. Echte Polyphonie war zur damaligen Zeit nur über das Prinzip der elektrischen Orgel (Oktavteiler-Prinzip) zu realisieren. Der ARP Omni, der Moog Polymoog und der Opus 3 verbanden daher beide Elemente. Erst Mitte der 1970er Jahre kamen mit der Yamaha GX-1, der Yamaha CS-80 und der Oberheim Four-Voice die ersten echten polyphonen Synthesizer auf den Markt. Der GX-1 gilt mithin als der erste polyphone Synthesizer. Diese waren aber komplex, schwer und teuer. Der erste erschwingliche polyphone und zudem mikroprozessorgesteuerte und damit programmierbare Synthesizer war 1978 der Prophet-5 von Sequential Circuits. Zum ersten Mal konnten Musiker damit ihre Einstellungen speichern und per Knopfdruck wieder abrufen. Daneben war er – verglichen mit den Modulsystemen – kompakt und leicht. Die DDR zog erst 1987 mit dem Tiracon 6V nach.

### Analoge Klangerzeugung

Grundwellenformen, die bei der analogen Klangerzeugung verwendet werden: Sinusschwingung (reiner Grundton ohne Oberwellen bzw. Harmonische), Rechteckschwingung, Dreieckschwingung, Kippschwingung bzw. Sägezahn

Ein Ton setzt sich in der Regel zusammen aus einem Grundton, der die Tonhöhe festlegt, und Obertönen – auch Teiltöne oder harmonische Töne genannt –, die die Klangfarbe bestimmen. Verschiedenartige Klänge entstehen also durch verschiedenartigen Aufbau der Obertonreihen. Die einzelnen Obertöne differieren dabei in Frequenz, Amplitude und in zeitlichem Auf- und Abbau. Bei der Klangerzeugung im analogen Synthesizer ging man in Anlehnung an mechanische Instrumente zunächst von wenigen Grundwellenformen aus: der Kippschwingung (streicherähnlich), der Rechteckschwingung (holzbläserähnlich) und der Dreieckschwingung (flötenähnlich). Siehe: Signalgenerator

#### Voltage Controlled Oscillator (VCO)
Der VCO ist ein spannungsgesteuerter Oszillator und stellt den wichtigsten Baustein bei analogen Synthesizern dar. Über eine Steuerspannung kann die Frequenz und somit die Tonhöhe verändert werden. Durch simultane Verwendung mehrerer Oszillatoren erhöht sich die Zahl der klanglichen Gestaltungsmöglichkeiten. Häufig werden dabei die Oszillatoren leicht gegeneinander verstimmt, was den Klangeindruck voller macht (Unisono bzw. Schwebung, ähnlich einem Chorus-Effekt). Bei digitalen Synthesizern kommen DCOs (Digitally Controlled Oscillator) zum Einsatz. Im Unterschied zum VCO wird die Frequenz hier nicht durch eine elektrische Spannung, sondern durch einen Zahlenwert bestimmt, der von einem Mikroprozessor vorgegeben wird.

#### Noise Generator (NG)
Der Rauschgenerator erzeugt Rauschsignale unterschiedlicher Spektralcharakteristik. In Analogie zur spektralen Energieverteilung bei weißem Licht spricht man von weißem Rauschen, wenn alle Frequenzen in gleichen Anteilen auftreten. Weicht die Frequenzverteilung von der Gleichverteilung ab, d. h. bestimmte Frequenzbereiche dominieren, handelt es sich um farbiges Rauschen. Einige Synthesizer besitzen die Möglichkeit, 1/f-Rauschen (rosa Rauschen) zu erzeugen, bei dem die tiefen Frequenzen überwiegen. Neben der Verwendung als Audiosignal kann Rauschen auch als Modulationsquelle dienen. Auf diese Weise entstehen ungewöhnliche und interessante Klänge.

#### Voltage Controlled Filter (VCF)
Die eigentliche Klangformung findet im spannungsgesteuerten Filter (VCF) statt. Das gebräuchlichste Filter ist das Tiefpass-Filter, das tiefe Frequenzen passieren lässt und hohe Frequenzen dämpft. Das Hochpass-Filter arbeitet genau umgekehrt. Durch die Reihenschaltung von Tief- und Hochpassfiltern entsteht ein Bandpass; eine Bandsperre entsteht bei Parallelschaltung. Hier wird ein spezielles Frequenzband gedämpft, während die übrigen Frequenzanteile ungehindert passieren. Die Flankensteilheit des Filters legt fest, wie sanft oder abrupt der Übergang zwischen Durchlass- und Sperrbereich erfolgt. Bei Synthesizern sind Werte von 12 dB (weich) und 24 dB (hart) üblich.

#### Voltage Controlled Amplifier (VCA)
Der Spannungsgesteuerte Verstärker beeinflusst den Lautstärkeverlauf bzw. die Dynamik des Klangs. Es gibt VCAs mit linearer oder exponentieller Abhängigkeit von der Spannung. Als Synthesizermodul wird der VCA hauptsächlich vom Hüllkurvengenerator gesteuert. Bei fast allen Herstellern arbeitet der VCA jedoch nicht als echter Verstärker, sondern lediglich als Abschwächer und wird daher auch als Voltage Controlled Attenuator (spannungsgesteuerter Abschwächer) bezeichnet. Lediglich bei Moog-Modularsystemen findet man beides – Amplifier- und Attenuator-Module.

#### Der Hüllkurvengenerator
Hüllkurvengeneratoren produzieren programmierbare Spannungsabläufe, die über den VCA zur Dynamikregelung eines Klanges, oder über einen VCF zur dynamischen Änderung der Klangfarbe verwendet werden. Hüllkurvengeneratoren sind häufig als ADSR-Generatoren ausgeführt, die über vier unterschiedliche Parameter verfügen: Anschwellzeit (Attack-Time), Abklingzeit (Decay-Time), Dauerpegel (Sustain-Level) und Ausklingzeit (Release-Time). Der Name ADSR leitet sich aus den Anfangsbuchstaben der Parameterbezeichnungen her (Attack, Decay, Sustain, Release). Meist wird der Hüllkurvengenerator über ein Triggersignal gestartet, das durch Anschlagen einer Taste ausgelöst wird.

#### Die Modulation
Das Synthesizermodul LFO (Low Frequency Oscillator) besteht aus einem regelbaren Oszillator mit einer im Vergleich zum VCO eher niedrigen Frequenz. Es dient dazu eine periodische Veränderung von Klangparametern automatisiert durchzuführen. Steuert der LFO z. B. die Frequenz eines VCO, entstehen Vibratoeffekte oder sirenenartige Klänge. Bei Modulation des VCA durch sinus- oder dreieckförmige LFO-Signale ergibt sich ein Tremolo. Ein Rechtecksignal des LFOs führt hingegen zu einem ständigen Wiederholen des Tones (Mandolineneffekt). Moduliert man den VCF mit den unterschiedlichen Wellenformen des LFO, lassen sich bei Kopplung zweier Filter zu Bandpass oder -sperre verschiedene Effektvarianten wie Wah-Wah oder Phaser erzeugen.

#### Sample-and-Hold
Aus einem Rauschsignal wird in regelmäßigen Abständen eine Probe (englisch sample) entnommen und als Spannungsniveau festgehalten. Steuert man mit diesem Signal einen VCO, ändert sich die Tonhöhe zufällig. Bei Steuerung eines VCF werden die Töne zufallsverteilt heller und dunkler (Spektralmodulation), was einen „blubbernden“ oder entfernt sprachähnlichen Eindruck erzeugen kann.

#### Frequency Follower
In diesem Modul wird die Tonhöhe eines Signals in eine entsprechende Steuerspannung umgewandelt. Damit arbeitet es genau nach dem umgekehrten Prinzip eines VCOs. Die Schwierigkeit hierbei liegt in der Minimierung der Zeit, die zum Erkennen der Tonhöhe benötigt wird. Da mehrere Wellenlängen einer Frequenz zu ihrer Identifikation notwendig sind, ergibt sich bei tiefen Frequenzen eine längere Erkennungszeit als bei höheren Tönen.

#### Envelope Follower
Diese Baugruppe wandelt den Lautstärkeverlauf oder eine Frequenz in einen entsprechenden Spannungsverlauf um.

#### Ringmodulator
Ein Ringmodulator multipliziert zwei Signale miteinander. Das resultierende Signal besteht aus den Summen- und Differenzfrequenzen der Harmonischen beider Eingangssignale. Wenn die Frequenzen der beiden Signale einfache Verhältnisse bilden, erhält man üblicherweise auch harmonische Klänge. Wählt man jedoch andere Frequenzverhältnisse, entstehen beispielsweise metallische oder auch glockenartige Klänge, die sich gut für die Erstellung von rhythmischen bzw. perkussiven Klängen verwenden lassen. Die Flexibilität bei der unmittelbaren elektronischen Umformung beliebiger Schallergebnisse hat die Ringmodulation zu einer bevorzugten Methode der Live-Elektronik werden lassen. Bei modernen Synthesizern, die die Ringmodulation auf rein mathematische Weise durchführen, kann man auch den Modulationstiefen-Verlauf einstellen und damit die Klangfarbe während des Tonverlaufes verändern.

#### Resonanzfilter
Dieses Modul dient der elektronischen Nachbildung von Formanten. In der Filterstufe von Synthesizern (das Hauptfilter ist meist der VCF) wird auch von resonanzfähigen Filtern gesprochen, wenn das Filter parametrisch in Resonanz („ringing“) getrieben werden kann: Ausgenutzt wird dabei meist das Überschwingverhalten von Filtern an oder kurz vor der Scheitelfrequenz.
Wird dieses Überschwingen durch Rückkopplung innerhalb der Filterstufe hinreichend verstärkt, kann das Filter sogar in Eigenschwingung (ohne jedes Eingangssignal durch den VCO) versetzt werden. Die eingestellte Filterfrequenz bestimmt dann die Tonhöhe („Pfeifen“) der Eigenschwingung. Hörbar wird die Resonanz, sobald über die Tastatur die ADSR-Hüllkurve den VCA öffnet. Sowohl ohne als auch in Kombination mit der eigentlichen Tonerzeugungsstufe (VCO oder Rauschgeneratoren) erweitert ein eigenresonantes Filter den Spielraum der klanglichen Möglichkeiten eines Synthesizers deutlich.

#### Analoge Sequenzer
Analoge Sequenzer produzieren automatische Steuerspannungsabläufe und Triggersignale, die zur Kontrolle jedes beliebigen spannungsgesteuerten Synthesizermoduls verwendet werden können. Analoge Synthesizer lassen sich auch von digitalen Sequenzern steuern. Heute werden digitale Sequenzer wiederum von Mikroprozessoren gesteuert. Man unterscheidet Hardware- und Software-Sequenzer.

## Digitale Synthesizer

### Frequenzmodulation
Eine wirkliche Revolution war das Aufkommen von Synthesizern mit digitaler Klangerzeugung, zunächst per FM-Synthese. Diese ist zwar prinzipiell auch mit analogen Oszillatoren möglich, indem ein Oszillator von einem zweiten Oszillator mit einer Frequenz im hörbaren Bereich moduliert wird, aber erst in den 1970er Jahren wurde die digitale Form entwickelt, die eine sehr komfortable Anwendung der FM-Synthese ermöglichte. Kurz gesagt erzeugen bei der FM-Synthese digitale Oszillatoren (sog. Operatoren) verschiedene Sinusschwingungen, die sich in Abhängigkeit von einem gewählten Algorithmus gegenseitig modulieren, so dass sich komplexe Schwingungsformen ergeben können. Ein Alleinstellungsmerkmal der FM-Synthese im Gegensatz zur damals gebräuchlichen subtraktiven Synthese war die Möglichkeit, besonders obertonreiche und perkussive Klänge zu erzeugen.
Das Patent der FM-Synthese wurde vom japanischen Musikinstrumentenhersteller Yamaha lizenziert. Die ersten Synthesizer, der GS-1 und GS-2, waren schwere und teure Geräte und fanden keine weite Verbreitung. 1983 erschien dann mit dem DX7 der Synthesizer, der den gesamten Markt revolutionieren sollte und die analogen Synthesizer verdrängte. Er hatte die Größe und das Gewicht des Prophet-5 und war vergleichsweise kostengünstig. Er war „der“ Synthesizer der 1980er Jahre, und man findet kaum eine Pop-Musikaufnahme aus dieser Zeit, auf der kein DX7 zu hören ist. Nach dem Auslaufen des Patentschutzes fand die FM-Synthese weite Verbreitung, z. B. in einfachen 4-Operatoren-Synthesizern auf PC-Soundkarten.

### Sound-Sampling

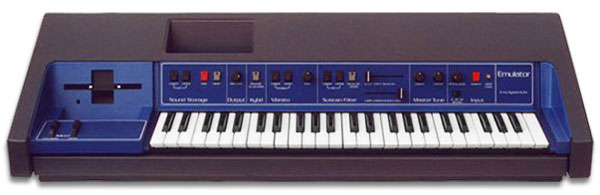
Der E-mu Emulator war 1981 einer der ersten erschwinglichen Sampler, kostete aber immer noch 10.000 US-Dollar, nach heutiger Kaufkraft etwa US-Dollar. Die 8-Bit-Samples konnten auf 5,25-Zoll-Disketten gespeichert werden.

Eine zweite Revolution, die sich schon 1979 mit dem ersten Fairlight CMI ankündigte, war das Sampling. Beim Sampling werden natürliche Klänge digitalisiert. Diese digitalen Wellenformen bilden dann die Grundlage der Klangerzeugung. Mit dem Sampler war etwas möglich, was bisher nur dem mit Magnetbändern funktionierenden, analogen Mellotron vorbehalten blieb: Die reale Wiedergabe akustischer Instrumente.
Die ersten Systeme, wie das Fairlight CMI, der E-mu Emulator oder später auch das Synclavier von New England Digital, waren extrem teure Geräte, die nur den „Großen“ der Branche vorbehalten waren. Außerdem waren die technischen Möglichkeiten der Wiedergabe wegen der geringen Auflösung und Speicherkapazität zunächst begrenzt. Peter Gabriel und Kate Bush veröffentlichten 1982 die ersten Aufnahmen, auf denen „gesampelte“ Klänge zu hören sind. 1985 kam mit dem Mirage von Ensoniq der erste für die breite Masse erschwingliche Sampler auf den Markt. Sampling prägte schon bald das Klangbild der Popmusik der 1980er Jahre. Heute können mit Computer und Soundkarte umfangreiche Sampling-Bibliotheken geladen und für computerbasierte Musikarrangements genutzt werden.

### Workstations

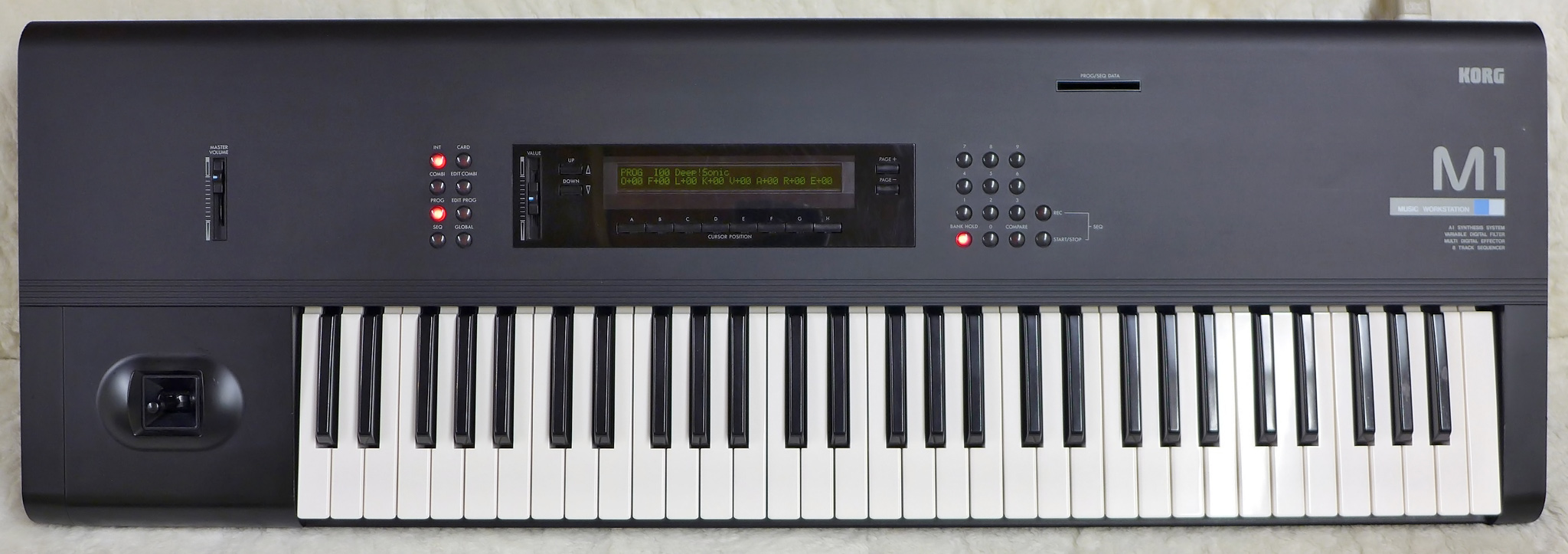
Der Korg M1 von 1988 vereinte erstmals die Funktionen Synthesizer, Effektgerät, Drumcomputer und Sequencer und war damit die erste Music Workstation

1987 brachte Roland mit dem D-50 einen Synthesizer auf den Markt, der aufgrund seiner Klangerzeugung mit LA-Synthese (Nachbildung akustischer Instrumentenklänge mittels einer Kombination aus Attacksamples und Grundwellenformen, mit integriertem Effektgerät) sehr populär wurde. 1988 führte KORG mit der M1 die Integration fort. Die M1 repräsentierte einen neuen Typus von Synthesizer, die „Workstation“. Hier waren zum ersten Mal Synthesizer, Effektgerät, Drumcomputer und Sequencer in einem Gerät integriert. Dieses erlaubte das Erstellen kompletter Musiksequenzen in einem Gerät ohne externe Hardware. Die Korg M1 ist nach dem Yamaha DX7 der bisher meistverkaufte Synthesizer.
Synthesizer-Workstations gibt es mittlerweile auch als reine Software (z. B. Synthesizer Workstation Pro), die außer dem PC keine Hardware mehr benötigen. Sie werden über Arpeggiatoren oder MIDI-Files gespielt. Optional kann auch ein Keyboard angeschlossen werden.

### Physical-Modelling-Synthesizer
Anfang der 1990er Jahre kamen die ersten Synthesizer mit einer neuartigen Synthesemethode, dem Physical Modelling, auf den Markt.
Das klangliche Resultat eines Instruments wird hier nicht nachgeahmt, sondern ein physikalisches Modell (beispielsweise eine schwingende Saite) digital repräsentiert, d. h. das Modell mit all seinen Eigenschaften, Dimensionen, Elastizität, Spannung etc. „existiert“ in einem Rechner und ihm wird mit einem ebenfalls virtuellen Erreger (z. B. Plektrum) an einer beliebigen Stelle kinetische Energie zugeführt. Im Zentrum steht zunächst die physikalische Simulation, der Klang ist nur eine Möglichkeit, diese zu vermitteln (so könnte man den Körper der Saite auch visuell vermitteln). Gleichwohl führt PM-Synthese zu den realistischsten Klangergebnissen überhaupt, wo es gilt, natürliche Instrumente nachzuahmen, und dies umso eher, je detaillierter das physikalische Modell beschaffen ist.
Das schon länger bekannte Prinzip konnte praktisch erst umgesetzt werden mit der Entwicklung des Karplus-Strong-Algorithmus und dessen Verfeinerung sowie der Verallgemeinerung des Algorithmus in eine digital waveguide synthesis durch Julius O. Smith III et al. Für eine Echtzeitberechnung waren leistungsfähige digitale Signalprozessoren (DSP: Digital Signal Processor) nötig, wie sie erst Ende der 1980er Jahre zur Verfügung standen.
Wie bei der FM-Synthese sicherte sich Yamaha die Rechte und entwickelte ab 1989 zusammen mit der Stanford University dieses Syntheseverfahren; der erste so arbeitende Synthesizer in Serienfertigung war 1994 der Yamaha VL-1. Auf diesem Weg versuchte man auch bald, die alten analogen Synthesizer mit ihren klanglichen Unzulänglichkeiten als virtuell-analoge Synthesizer digital wieder auferstehen zu lassen. Dazu gehören der Clavia Nord Lead, der Access Virus und die Synthesizer des Unternehmens Waldorf. Nach den digitalen Synthesizerklängen der 1980er Jahre kam es in den 1990er Jahren zu einer Renaissance analoger Synthesizer bzw. ihrer Klänge, insbesondere durch das Aufkommen der Techno-Musik. Vormals fast wertlose Synthesizer wie Rolands TB-303 stiegen dadurch wieder erheblich im Wert.
Abhängig vom akustischen Effekt oder Instrument, welches simuliert werden soll, wird ein Modell gewählt. Die namhaftesten Modelle sind hierbei die Modalsynthese und digitale Wellenleiter. Das NESS(Next Generation Sound Synthesis) Projekt der University of Edinburgh stellt Modelle für Blechblasinstrumente, elektromechanische Effekte, Becken und Gongs, modulare Umgebungen, virtuelle Raumakustik, 3D-Percussion, gestrichene Saiteninstrumente und Gitarren-Griffbrett-Interaktionen vor.

### Hybrid-Synthesizer
Heutige Synthesizer sind überwiegend digital aufgebaut und verwenden spezielle DSP-Bausteine zur Klangerzeugung, wobei teilweise unterschiedliche Formen der Klangsynthese parallel eingesetzt werden. Für Ein- und Ausgangsschaltungen, sowie teilweise bei den Einstellreglern (Potentiometern) werden noch analoge Schaltungsteile eingesetzt.
Allerdings wurden auch einige sogenannte Hybridsynthesizer entwickelt, die DSPs mit analogen Bauteilen kombinieren, wobei sowohl ein zum Großteil digitaler Signalweg, wie z. B. beim Waldorf Q+ (analoge Filter, ansonsten DSP-basiert) als auch ein vorwiegend analog aufgebauter Signalweg (DSI Evolver, Alesis A6 Andromeda) vorkommen. Das Konzept der hybriden Synthesizer stammt ursprünglich aus den 1980er Jahren: Modelle wie der ESQ1 von Ensoniq kombinierten kurze Samples oder additiv erzeugte Wellenformen mit analogen Filtern.
Ein vergleichbares Konzept findet sich im Sequential Circuits Prophet VS und dem Waldorf Wave, Microwave I wieder. Beide Synthesizer gehören wegen ihrer speziellen Klangästhetik auch aktuell zu gern genutzten Klangerzeugern. Digitale Wellenschnipsel werden in Wavetables (Microwave) organisiert, über die Oszillatoren ausgegeben und an die weiteren Synthesebausteine weitergereicht. Diese Synths sind deutlich vielseitiger als rein analoge Geräte, sind aber mit vergleichbaren Modulationsquellen und -zielen ausgestattet und sie profitieren von den als musikalisch empfundenen analogen Verstärker- und Filterbausteinen; als Stichworte fallen hier zumeist Attribute wie warm und druckvoll. Der Waldorf Q+ verwendet eine virtuell analoge Klangerzeugung, gibt diese aber über analoge Filter aus. Wegen seiner spartanischen Bedienoberfläche, welche in deutlichem Kontrast zur Vielzahl veränderbarer Parameter steht, wird für den Microwave I aktuell ein DIY-Controller der Firma Stereoping als MIDI-Controller für das Editieren der Sounds angeboten.
Wenngleich der Waldorf Blofeld primär als „Virtuell Analoger (Wavetable) Synthesizer“ beworben wird, kann er wegen seiner 60 MB großen Sampling-Option als „Hybrider“ gesehen werden. Dies gilt umso mehr, als die mittels Tool (Spectre) einzuspeisenden Samples mit den weiteren Wellenformen und Synthesefunktionen des Blofeld interagieren.
Auch die Tempest Drummachine, welche unter dem DSI-Label von den Synth-Pionieren Dave Smith und Roger Linn entwickelt wurde, ist ein Hybrid-Synthesizer im Groovebox-Format. Die Klangerzeugung beinhaltet 6 analoge Stimmen mit je 2 analogen und 2 digitalen Oszillatoren, die Eingabe erfolgt über beleuchtete Pads, ein Sequenzer gibt die Kompositionen wieder, die Klänge können u. a. über FX-Slider und Regler in Echtzeit verändert werden. Konzeptionell gehören dieser Linie auch die DSI-Instrumente-Evolver und der Prophet 12 und dessen kleiner Bruder Pro2 an.
Der SY99 von Yamaha konnte dagegen geladene Samples in die FM-Synthese (s. o.) einspeisen und die daraus resultierenden Wellenformen nochmals subtraktiv bearbeiten (Filter) und kombinierte so Sampler und digitale FM-Synthese mit subtraktiver Klangerzeugung.

### Software-Synthesizer
Ein neuer Trend sind sogenannte „native software synthesizer“. Aufgrund der Leistungsfähigkeit moderner PCs ist es möglich, digitale Klangerzeugung auf unspezialisierten Prozessoren durchzuführen. Mittlerweile gibt es für jede Syntheseform verschiedene Software-Synthesizer, die zum Teil Simulationen bekannter Hardware-Synthesizer sind. Auch werden bekannte alte Instrumente wie etwa Fender-Rhodes-Pianos oder die Hammond-B3-Orgel simuliert.
Diese Software-Synthesizer werden oft durch ein Masterkeyboard, einen Pad-Controller oder einen Drehregler gesteuert. Meist arbeiten diese Synthesizer als VST-Plugins (Virtual Studio Technology), welche sich einfach in die meisten DAW-Programme (Digital Audio Workstation) integrieren lassen.

### Handy-Synthesizer

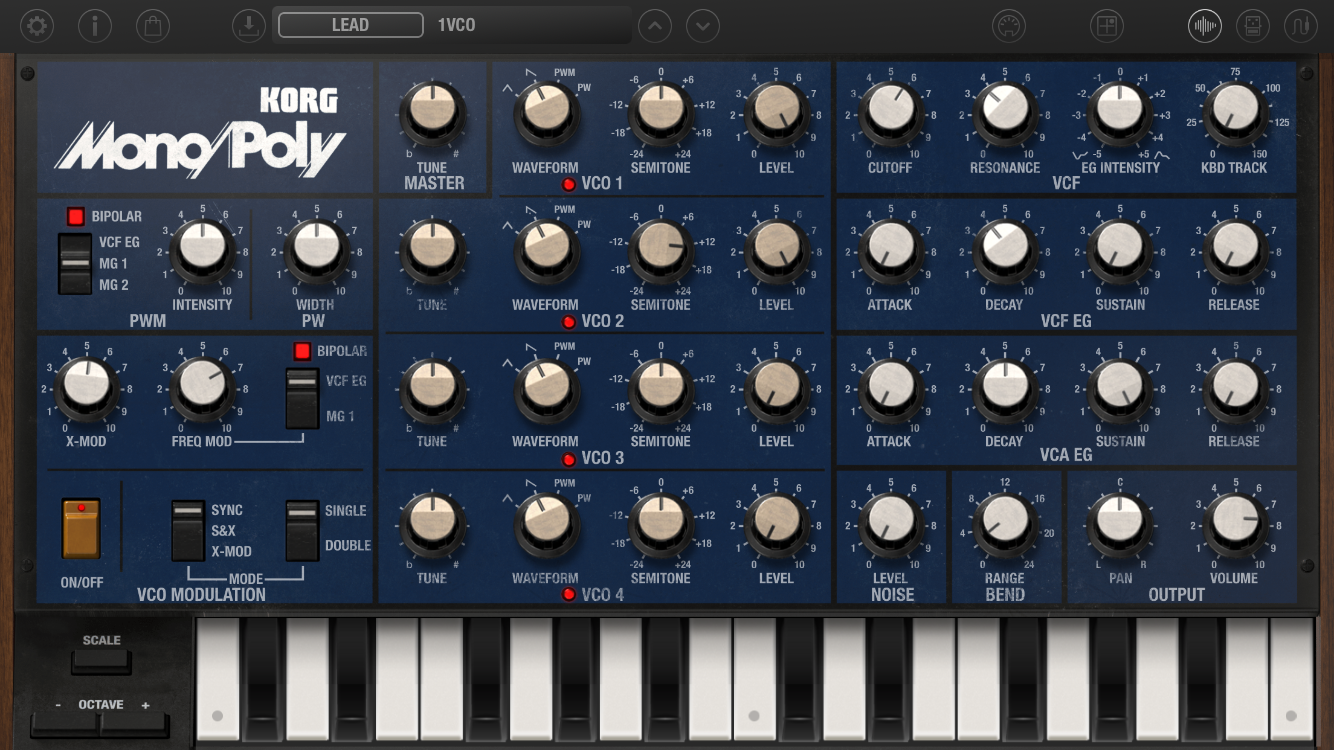
Korg iMono/Poly auf dem iPhone.

Heutige Mobiltelefone besitzen derart viel Rechenleistung, dass sie Synthesizer-Apps als Anwendungsprogramme spielen können, die in ihren Klanggestaltungsmöglichkeiten den klassischen analogen und auch vielen digitalen Synthesizern immer näher kommen. Sie verfügen oft über mehrere Oszillatoren mit zahlreichen pulsweiten-modulierbaren Wellenformen, Frequenz- und Amplituden-Modulation, Detuning, Hüllkurvengeneratoren, Delay-, Exciter-, Chorus- und Hall-Effekten sowie über dynamische Filter.

## Klangsynthese und Effektfilter
- Additive Synthese
- FM-Synthese
- Granularsynthese
- LA-Linear Arithmetic Synthese
- Physical Modelling
- Pulsweitenmodulation
- Sample and Hold
- Sound-Sampling
- Subtraktive Synthese
- VL-Virtual-Synthese
- Virtuell-Analog-Synthese
- Wavetable-Synthese
- Phase-Distortion-Synthese

## Technische verwandte Systeme

### Vocoder
Technisch mit dem Synthesizer verwandt dient der Vocoder zur klanglichen Modulation von analogen Instrumentalklängen oder Geräuschen (Trägersignal), meistens mit Hilfe der menschlichen Stimme als Steuersignal. Die dynamischen und klangfarblichen Eigenschaften des steuernden Sprachsignals werden dabei mit Hilfe von Filtern und Steuerspannungen auf den Instrumentalklang übertragen, so dass dieser zu „sprechen“ oder zu „singen“ scheint.

### Filterbank
Eine Filterbank ist ein analog, oder digital aufgebautes System, welches keine eigene Tonerzeugung besitzt, sondern eingespeiste Signale bearbeiten kann. In klassischen analogen Systemen bestehen diese meist aus RC-Filtern, in digitalen Systemen aus IIR- oder FIR-Filtern. In modernen Systemen werden die Signale auch mittels FFT zerlegt, im Frequenzbereich bearbeitet und dann resynthetisiert.

### MIDI
Wichtig für die Verbreitung der Synthesizer war die Entwicklung von MIDI, einer einfachen digitalen seriellen Standardschnittstelle für Synthesizer. Entwickelt wurde sie 1982 von den Unternehmen Roland sowie Sequential Circuits und hat sich in kürzester Zeit als Standard-Schnittstelle für Musikgeräte etabliert. Sie erlaubt es, verschiedenste elektronische Geräte auf einfache Art und Weise miteinander zu verbinden. Bis heute ist sie in fast unveränderter Form in vielen Synthesizern zu finden.

### Soundmodul
Ein Soundmodul ist ein klangerzeugendes Gerät oder Software-Modul ohne Klaviatur; es wird durch MIDI oder USB mit den entsprechenden Geräten verbunden.

### Sequenzer
Ein Sequenzer steuert eine bestimmte Abfolge (Sequenz) von Tönen oder Klangereignissen, die von einem anderen Gerät oder Modul erzeugt werden. Sequenzer verbreiteten sich zusammen mit MIDI, das meist als Standard für Übertragung der Daten dient. Eine ähnliche Funktion bietet der Arpeggiator, der eine kürzere, zusammenhängende Tonfolge speichert, die dann etwa durch einen Tastendruck abgespielt werden kann.

### Präzisions-Oszillator
In der Elektrotechnik beschreibt ein Synthesizer eine elektronische Vorrichtung zur Erzeugung monophoner, hochreiner Schwingungen, wie etwa einer Sägezahn-, Sinus-, Dreieck- und Rechteckschwingung oder Nadelimpulsfolgen. Entsprechende Geräte werden auch als Funktionsgenerator bezeichnet und dienen der Überprüfung elektronischer Schaltungen wie z. B. Verstärkern oder Filtern. Sie besitzen meist ein extrem niedriges Rauschen und einen an der Grenze der Messbarkeit liegenden Klirrfaktor.
Da sie heute überwiegend mit digitalen Bauelementen realisiert werden, bezeichnet man sie oft auch als digitale Oszillatoren. Eine typische Methode ist die DDS.

## Synthesizerhersteller
Im Folgenden eine Aufreihung bekannter Hersteller, die die Entwicklung von Synthesizern maßgeblich prägten. In Klammern angegeben sind Gebiete, auf die der jeweilige Hersteller Einfluss genommen hat.
- Alesis (analoge Synthesizer, Soundmodule)
- ARP Instruments (Modularsysteme)
- Arturia (analoge Synthesizer, digitale Synthesizer mit analogem Sound)
- Behringer (analoge Synthesizer, Nachbauten analoger Klassiker)
- Buchla (Modularsysteme, analoge Synthesizer)
- Clavia (Virtuell-analoge Synthesizer)
- Casio (PD-Synthesizer)
- Doepfer (Modulare und nichtmodulare analoge Synthesizer, Eurorack Modul-Format)
- Electronic Music Studios (Spannungsgesteuerte analoge Synthesizer, insbesondere durch den EMS VCS 3)
- Ensoniq (digitale Synthesizer, Workstations, Sampler)
- Fairlight (Sample-basierte Digitalsynthesizer)
- Korg (Halb-Modularsysteme, Analoge und digitale Synthesizer, Workstations)
- Kurzweil (Sample-basierte-, Physical-Modelling- und virtuell-analoge Digitalsynthesizer und Workstations/Performance Controller)
- Moog (Modularsysteme, analoge Synthesizer, Minimoog)
- New England Digital (FM-Synthese, Digitalsynthesizer)
- Oberheim (Multi-Timbrale Synthesizer, Analogsynthesizer, Expander)
- PPG (PPG 1020 erster Synthesizer mit digitalem Oszillator, Wavetable-Synthese)
- Roland Corporation (Analoge und digitale Synthesizer, Workstations, Grooveboxen)
- Sequential Circuits (Mikroprozessorgesteuerte Synthesizer)
- Waldorf (Analoge und virtuell-analoge Synthesizer)
- Yamaha (FM-Synthese, Physical-Modelling-Synthese, Sample-basierte Workstations)
- Quasimidi (Analogmodellierung, Technoboxen)